# Gromada Czchów
Die Gromada Czchów war eine Verwaltungseinheit in der Volksrepublik Polen zwischen 1954 und 1972. Verwaltet wurde die Gromada vom Gromadzka Rada Narodowa, dessen Sitz sich in Czchów befand und aus 25 Mitgliedern bestand.

Die Gromada Czchów gehörte zum Powiat Brzeski in der Woiwodschaft Krakau und bestand aus den ehemaligen Gromadas Czchów, Będzieszyna und Wytrzyszczka sowie dem Weilern Tworkowskie, Piaski und Granice Jurków und der ehemaligen Gemeinde Czchów.

Am 31. Dezember 1961 kam das Dorf Piaski-Drużków aus der aufgelösten Gromada Filipowice zur Gromada Czchów.

Die Gromada Czchów bestand bis zum 31. Dezember 1972, zum 1. Januar 1973 wurde die Gmina Czchów wieder reaktiviert.